# Saint-Gatien-des-Bois
Saint-Gatien-des-Bois är en kommun i departementet Calvados i regionen Normandie i norra Frankrike. Kommunen ligger i kantonen Honfleur som ligger i arrondissementet Lisieux. År 2022 hade Saint-Gatien-des-Bois 1 313 invånare.

## Befolkningsutveckling
Antalet invånare i kommunen Saint-Gatien-des-Bois
Referens:INSEE